# Strathocles
Strathocles is een geslacht van vlinders van de familie spinneruilen (Erebidae), uit de onderfamilie Herminiinae.

## Soorten
- S. albipulla Dognin, 1914
- S. funebris Schaus, 1912
- S. imitata Druce, 1891
- S. magnipilosa Dognin, 1923
- S. parvipulla Dognin, 1914
- S. pulla Dognin, 1914
- S. punctiuncula Dognin, 1914
- S. ribbei Druce, 1891